# Catherine Van Der Donckt
Catherine Van Der Donckt est une conceptrice sonore et preneuse de son québécoise. Active dans le milieu du cinéma depuis les années 1980, elle collabore à plus d'une centaine de films, principalement des documentaires. Elle s'est vu décerner plusieurs prix prestigieux pour son travail du son, dont un prix Iris (La Part du diable), deux prix Gémeaux (La Griffe magique, Les Derniers Hommes éléphants), ainsi que deux prix au Festival international canadien du documentaire Hot Docs (Visionnaires) et au Festival du film de Yorkton (en) (Fenêtre sur ça).

## Biographie

### Débuts de carrière
À douze ans, Van Der Donckt fait un séjour d'une année au Pérou avec sa famille, où elle développe une fascination pour les échos des crieurs de rue. Cette rencontre avec la panoplie de voix et de langues habitant l'espace public attise sa sensibilité pour l'environnement sonore. Elle fait ses débuts à l'Office national du film du Canada en 1983 en tant que projectionniste responsable des transferts. Elle complète en parallèle des études en production cinématographique à l'École de cinéma Mel-Hoppenheim de l'Université Concordia.
Van Der Donckt s'initie d'abord au métier de conceptrice sonore et de preneuse de son sur le film Fenêtre sur ça (1986) de Carlos Ferrand. Profitant de la table de montage Steenbeck installée au sous-sol de l'ONF la nuit tombée, elle « anime » l'ambiance créée par le montage de Ferrand en puisant dans une banque de sons enregistrés à Paris grâce à un magnétophone Walkman professionnel. Son travail sur cette œuvre lui vaut un premier prix au Festival du film de Yorkton (en), en Saskatchewan. Cette première collaboration, qu'elle qualifie de laboratoire sur le langage sonore, donnera lieu à une longue complicité artistique et conjugale s'étalant sur plus d'une quarantaine d'années,.

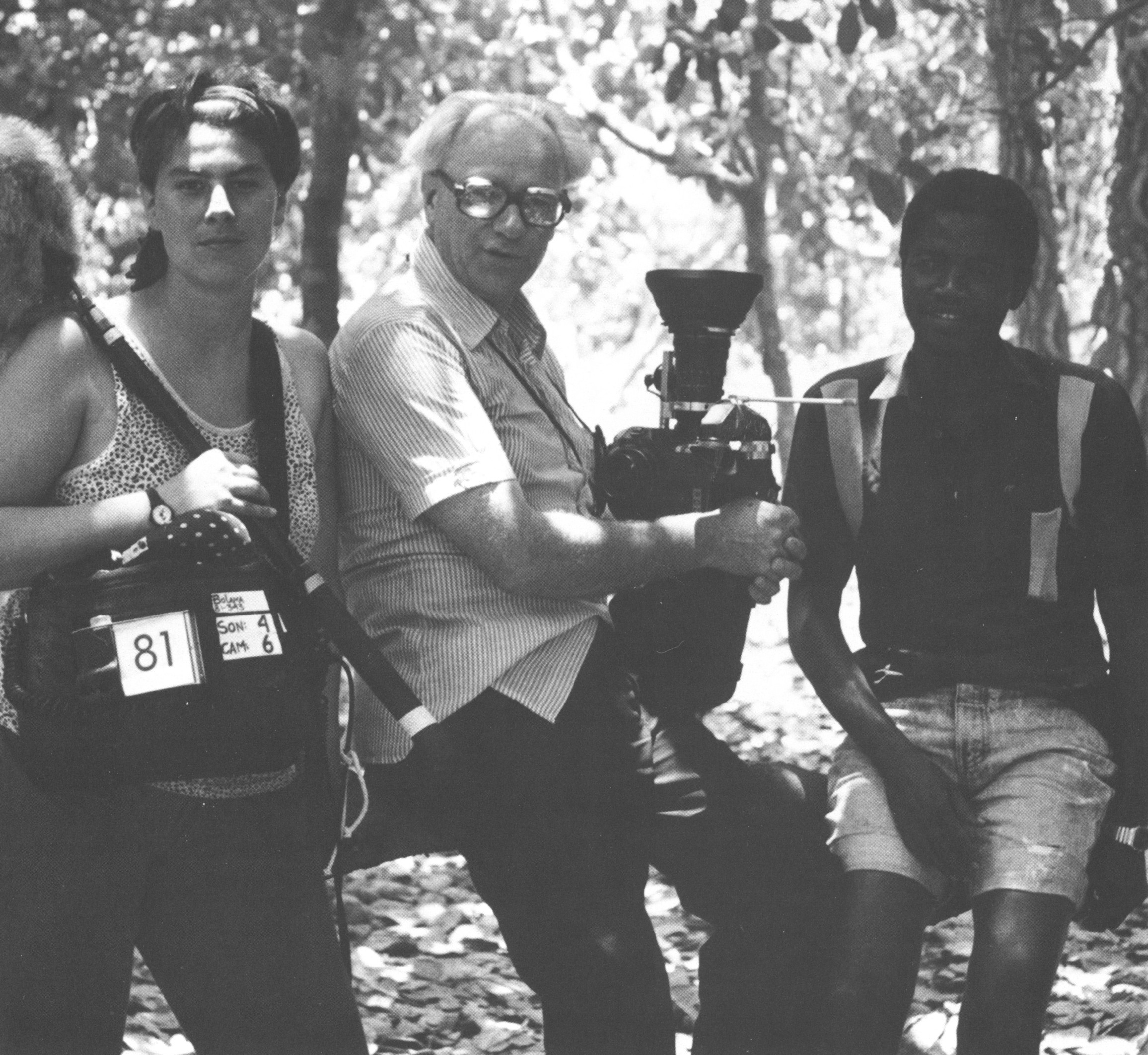
Catherine Van Der Donckt, Michel Régnier et leur guide sur le tournage du film Les silences de Bolama, en Guinée Bissau, en 1989.

Durant ses années à l'ONF, Van Der Donckt côtoie des figures importantes de la conception sonore comme Claude Beaugrand et Hans Peter Strobl, et collabore à leurs différents projets. Elle peut également compter sur des modèles féminins essentiels, comme les preneuses de son Diane Carrière et Esther Auger, qui lui ouvrent la voie vers cette discipline où les femmes se font rares,. Elle est sélectionnée pour intégrer le Studio D (en) de l'ONF, un programme de production cinématographique féministe qui lui permet d'accéder directement aux responsabilités de preneuse de son, plutôt que de se retreindre au rôle d'assistante. Ce passage lui donne la confiance nécessaire pour affronter les commentaires parfois condescendants de ses pairs masculins et à faire valoir la place du son dans la hiérarchie du cinéma.
Grâce au mentorat d'Esther Auger et à sa maîtrise de l'espagnol, elle est envoyée en République dominicaine pour travailler comme preneure de son sur son premier tournage, le documentaire Sucre noir (1987) de Michel Régnier, produit par l'ONF. Cette expérience lui donne la piqûre des grandes aventures que sont les tournages à l'étranger. Elle apprécie particulièrement le mode de vie nomade associé au documentaire et trimballe son équipement de captation sonore pour des tournages internationaux, notamment au Brésil, au Nicaragua, en République dominicaine, en Martinique et en Éthiopie, en Haïti, au Pérou,.

### Vers une approche globale du son
Au fil de son parcours, Van Der Donckt fait la rencontre de Benoît Dame, avec qui elle développe une approche plus globale de la prise de son. Celle-ci a pour particularité d'envisager le son dans son ensemble, de sa capture au mixage, en passant par la conception sonore, plutôt que de le segmenter en volets techniques et créatifs,. Les deux artistes collaborent depuis plus d'une vingtaine d'années et ont assuré la conception et le montage sonore de plusieurs films reconnus.
Van Der Donckt collectionne les sons qu'elle capte intuitivement au gré de ses déplacements, gardant toujours son micro à portée de main. Pour elle, le métier du son requiert une attention perpétuelle à son environnement et à ce qui pourrait jaillir soudainement dans le paysage sonore qui nous entoure. Il est donc impossible pour elle de dissocier sa pratique du son de sa vie.

Dans une entrevue sur le métier de preneuse de son parue dans la revue Ciné-Bulles, elle explique comment le son constitue la seconde dimension d'un film et se mérite d'être valorisé au même titre que l'image :  
Je pense que le son est la moitié d’un film et que l’on se trompe en valorisant le cinéma comme un art uniquement à regarder, affirme-t-elle. C’est aussi un art à ressentir. On en parle moins, car le son est une partie invisible d’un film. 
Elle a travaillé auprès de plusieurs réalisateurs et réalisatrices sensibles au rôle du son en cinéma, dont Peter Mettler (en), Marielle Nitoslawska, Michka Saal, Helen Doyle, Sylvain L’Espérance, Tao Gu, Luc Bourdon ainsi qu'avec Carlos Ferrand depuis ses débuts.
Depuis 2006, elle intervient à titre de professeure invitée à l'Université Concordia.

### Militante pour la parité dans le cinéma
Van Der Donckt milite activement pour la parité dans l'industrie cinématographique. Lors de la réception de l'Iris du meilleur son pour un film documentaire, elle souligne que « [l]a parité, c'est pas compliqué! ». Selon elle, l'intégration des femmes à des postes clés de la production ainsi que sur des tournages d'envergure contribue à faire du cinéma un milieu de travail plus équitable.

## Filmographie sélective

### Conception sonore

#### Documentaires
- 1986 : Fenêtre sur ça de Carlos Ferrand
- 1995 : Le Violon sur la toile de Michka Saäl
- 2001 : Partition pour voix de femmes de Sophie Bissonnette (avec Christian Marcotte)
- 2005 : La Griffe magique de Carlos Ferrand (avec Benoît Dame)
- 2007 : Americano de Carlos Ferrand (avec Benoît Dame)
- 2012 : Breaking the Frame de Marielle Nitoslawska (avec Benoît Dame)
- 2012 : La Croisée des chemins de Francine Pelletier
- 2015 : Sur les traces de Maria Chapdelaine de Jean-Claude Labrecque
- 2015 : Spoon de Michka Saäl
- 2015 : Le Grand Défi de Guy Boutin (avec Benoît Dame)
- 2016 : Combat au bout de la nuit de Sylvain L'Espérance
- 2016 : Les Derniers Hommes éléphants de Daniel Ferguson (en)
- 2017 : 13, un ludodrame sur Walter Benjamin de Carlos Ferrand
- 2018 : Des armes et nous de Lysanne Thibodeau
- 2018 : La Part du diable de Luc Bourdon
- 2019 : Le Silence du fleuve de Rogério Soares
- 2021 : Zo Reken (en) d'Emanuel Licha
- 2022 : Au-delà du papier (en) de Oana Suteu Khintirian (en)
- 2022 : 7 paysages de Robert Morin
- 2022 : L'Histoire jugera de Germán Gutierrez
- 2022 : Fuir de Carole Laganière
- 2023 : Twice Colonized de Lin Alluna (en)
- 2024 : Yintah (en) de Michael Toledano, Jennifer Wickham et Brenda Michell (avec Benoît Dame)

#### Films de fiction
- 1989 : The Top of His Head (en) de Peter Mettler (en)
- 1989 : Le Film de Justine de Jeanne Crépeau
- 1990 : Cuervo de Carlos Ferrand

#### Films d'animation
- 1988 : Le Colporteur de Claude Clouthier
- 2019 : The Orchids and the Bee de Frances Adair McKenzie
- 2023 : Le Tableau de Michèle Lemieux
- 2024 :The Shallows de Arash Akhgari

### Prise de son
- 1986 : Fenêtre sur ça de Carlos Ferrand
- 1987 : The World Is Watching (en) de Peter Raymont
- 1987 : Sucre noir de Michel Régnier
- 1991 : Les Saufs-conduits de Manon Briand
- 1992 : Les Plaques tectoniques de Peter Mettler (en)
- 2000 : Visionnaires de Carlos Ferrand
- 2002 : Casa Loma de Carlos Ferrand
- 2007 : Americano de Carlos Ferrand
- 2015 : Spoon de Michka Saäl
- 2015 : Sur les traces de Maria Chapdelaine de Jean-Claude Labrecque
- 2019 : Jongué, carnet nomade de Carlos Ferrand
- 2021 : Zo Reken (en) d'Emanuel Licha

## Distinctions

### Récompenses
- 1987 : Prix du meilleur son pour Fenêtre sur ça, Festival du film de Yorkton (en)[9]
- 2000 : Prix du meilleur son pour Visionnaires, Festival Hot Docs[10]
- 2005 : Prix Gémeaux du meilleur son d'ensemble pour La Griffe magique
- 2016 : Prix Gémeaux du meilleur son | Magazine, affaires publiques, documentaire toutes catégories pour Les derniers hommes éléphants
- 2018 : Prix Iris du meilleur son | Film documentaire pour La Part du diable[11]

### Nominations
- 2014 : Prix Gémeaux du Meilleur son documentaire pour Dans un océan d'images
- 2015 : Prix Gémeaux du Meilleur son documentaire pour Le Grand Défi
- 2021 : Prix Iris du Meilleur son | Film documentaire pour Jongué, carnet nomade[12]
- 2023 : Prix Gémeaux du Meilleur son documentaire pour La famille et la forêt
- 2023 : Prix Iris du Meilleure son | Film documentaire pour Au-delà du papier (en)[13]
- 2024 : Prix Écrans canadiens, Meilleure conception sonore dans un long métrage documentaire Au-delà du papier (en)[14]
- 2024: Prix Iris du Meilleure son | Film documentaire pour Malartic
- 2024: Prix Iris du Meilleure son | Film documentaire pour Au lendemain de l'odyssée